# La Corona (Siall)
La Corona és un turó de 1.462 situat a l'extrem nord-est del terme municipal d'Isona i Conca Dellà, pertanyent a l'antic terme d'Isona, a prop de l'extrem sud-oriental del d'Abella de la Conca, en territori de la Rua.
És el tercer en alçada de la carena de l'Estadella, i està situat a ponent i una mica al sud dels altres dos més elevats.

## Etimologia
Es tracta d'un topònim romànic descriptiu: la muntanya fa al capdamunt una corona pelada.